# Democracia Cristiana (Brasil)
La Democracia Cristiana (Democracia Cristã, DC) es un partido político demócrata cristiano de Brasil. Fue fundado el 30 de marzo de 1995 como el Partido Socialdemócrata Cristiano (Partido Social Democrata Cristão, PSDC) por miembros del extinto Partido Demócrata Cristiano que no aceptaron la fusión con el Partido Progresista, fueron elegidos alcaldes y concejales en 1996, y se registró oficialmente en el Tribunal Superior Electoral el 5 de agosto de 1997.
En las elecciones legislativas del 6 de octubre de 2002, el partido ganó 1 de 513 asientos en la Cámara de Diputados y ningún asiento en el Senado. El partido perdió toda representación en el Congreso en las elecciones de 2006.
El 3 de agosto de 2017, el partido cambió su nombre a la actual Democracia Cristiana.